# Atraphaxis pyrifolia
Atraphaxis pyrifolia är en slideväxtart som beskrevs av Aleksandr Andrejevitj Bunge. Atraphaxis pyrifolia ingår i släktet Atraphaxis och familjen slideväxter. Inga underarter finns listade i Catalogue of Life.